# Galopina tomentosa
Galopina tomentosa är en måreväxtart som beskrevs av Ferdinand von Hochstetter. Galopina tomentosa ingår i släktet Galopina och familjen måreväxter.
Artens utbredningsområde är KwaZulu-Natal. Inga underarter finns listade i Catalogue of Life.